# 下天は夢か
『下天は夢か』（げてんはゆめか）は、津本陽の歴史小説。1986年12月から1989年7月まで『日本経済新聞』に連載された。ビジネスマンの読者に支持され、1989年のベストセラー作品となった。単行本は1989年に日本経済新聞社から刊行された。のち、1992年に講談社文庫版、2008年に角川文庫版が刊行された。
織田信長を主人公に、1560年の桶狭間の戦いから1582年の本能寺の変までを描く。
発行部数は、それまで津本の小説は30万部どまりと言われてきた中、日本経済新聞社発行分が全4巻で100万部を突破。津本の死去時点では200万部を突破した。